# Мануйловка (Харьковская область)
Мануйловка (укр. Мануйлівка; до 2024 года — Першотравневое) — село,
Ольшанский сельский совет,
Купянский район,
Харьковская область, Украина.
Код КОАТУУ — 6321883504. Население по переписи 2001 года составляло 465 (221/244 м/ж) человек. В 2024 году население села эвакуировано.

## Географическое положение
Село Першотравневое находится в начале балки Яр Коса́рский, на Валу́йском шля́хе;
на расстоянии в 5 км от сёл:
Добролю́бовка,
Токаревка,
Ольша́на,
Орля́нка,
Никола́евка.
Восточная часть села раньше называлась Липовка, северная часть — Хрущёвка.

## Происхождение названия
В старых картах село называется слобода Владимировка.
После 1789 года получила название Ковалёвка (укр. Ковалiвка).
В 1919 году переименовано в Мануиловку именем одного из лидеров украинских большевиков Дмитрия Мануильского.
В 1961 году село получило нынешнее название Первомайское (укр. Першотравневое).
На выборах 2006 года село значилось как Мануиловка.
На картах Генерального штаба СССР издания 1978 года, лист М-37-76, село называется Першотравневое. Под этим же названием село фигурирует в базе данных КОАТУУ и на сайте Верховной рады Украины.
Село было переименовано в честь праздника весны и труда Первомая, отмечаемого в различных странах 1 мая; в СССР он назывался Международным днём солидарности трудящихся.
На территории Украиской ССР имелись 50 населённых населённых пунктов с названием Першотравневое и 27 — с названием Первомайское, из которых до тридцати находились в 1930-х годах в тогдашней Харьковской области.

## История
- Середина XVII века — дата основания седа.
- 1927 — дата основания колхоза «Победа».
- При СССР в селе был построен и работал колхоз «Победа» («Перемога»), центральная усадьба которого находилась здесь; в нём были автопарк, зерносклад, склад, весовая, столовая, котельная, мехмастерская, тракторная бригада, молочно-товарная ферма.[6]
- В 1993 году в селе действовали: детский сад, клуб, медицинский пункт, отделение связи, школа, колхоз.[6]
- В 1995 году колхоз был приватизирован.

## Экономика
- «Перемога» — сельскохозяйственное ООО.

## Объекты социальной сферы
- Школа.
- Спортивная площадка.
- Зона отдыха.
- Детская площадка.
- Фонтан.
- Дом культуры.

## Достопримечательности
- Храм Владимирской иконы Божьей Матери УПЦ МП.
- Братская могила советских воинов РККА. Похоронены 12 павших воинов.
- Памятник советскому солдату-освободителю.